# Landrade de Munsterbilzen
Pour les articles homonymes, voir Landrada.
Landrade de Munsterbilzen ou Landrada († c.690 à Munsterbilzen), est une sainte catholique. On la considère comme la fondatrice de l'abbaye de Munsterbilzen, en Belgique. Elle est fêtée le 8 juillet.

## Origine familiale
Elle est issue d'une famille noble.
Selon la Vita S. Landradae rédigée par Theodorus ou Thierry de Saint-Trond (+ 1107), elle descendrait de Pépin le Vieux et de saint Arnulf, évêque de Metz. Compte tenu qu'elle est décédée en 690, elle ne peut être que fille d'Anségisel († 648/680) et de sainte Begge d'Andenne († 693). Le problème de cette identification est que la biographie insiste sur le fait que Landrada est la fille unique de ses parents, alors qu'Anségisel et Begga ont au moins Pépin de Herstal comme enfant. En fait Thierry de Saint-Trond a probablement confondu sainte Landrada avec une femme homonyme et postérieure d'un demi-siècle qui passe pour être fille de Charles Martel. Cette Landrada tenant son prénom de la famille de sa mère, l'existence d'une autre Landrada deux générations antérieurement au sein des Arnulfiens ou des Pépinides semble improbable. Par contre l'onomastique suggère un rattachement aux premiers Robertiens, famille à laquelle appartient son protecteur saint Lambert de Maastricht.

## Biographie
Elle décide de consacrer sa virginité à Dieu et après avoir refusé un bon parti en mariage, elle se rend à Munsterbilzen (Belisia Monasterii), en Hesbaye, où elle vit dans la solitude et la piété. Elle y édifie une église, que saint Lambert de Maastricht consacre, et fonde une communauté religieuse avec d'autres filles pieuses, dont sainte Amalberge de Tamise. Saint Lambert reste le protecteur du nouveau monastère. En 690, se sentant gravement malade, elle appelle à son chevet saint Lambert, mais meurt et est inhumée avant la venue de ce dernier.
Selon la légende saint Lambert voulut ramener le corps de sa protégée à Wintershoven, auprès de saint Landoald. Lorsque les habitants de Munsterbilzen eurent déblayé la tombe, un 8 juillet, il fut impossible d'emmener le corps de la sainte, et saint Lambert accepta que le corps resta dans l'église de Munsterbilzen.
En 980, ses reliques sont transférées dans l'abbaye Saint-Bavon à Gand.
Par la suite sainte Ide de Boulogne, mère de Godefroy de Bouillon est éduquée dans l'abbaye de Munsterbilzen.

### Source
- (nl) Cet article est partiellement ou en totalité issu de l’article de Wikipédia en néerlandais intitulé « Landrada » (voir la liste des auteurs).